# Hôpital de la Miséricorde d'Ajaccio
 (mars 2015).
L'Hôpital de la Miséricorde est l'hôpital public d'Ajaccio.

## Historique

### Histoire
En 1581, le Colonel Livio Pozzo-Di-Borgo fonde « L'ospedale dei Poveri » c'est-à-dire l'hôpital pour les pauvres d'Ajaccio.
Jusqu'en 1793, l'hôpital vit des bienfaits de quelques notables et seigneurs de l'époque.
Avec la loi du 13 juillet 1793, l'hôpital est nationalisé et l'État devient le principal gérant de la structure.
Il est situé à l'époque à l'intérieur de la ville et de ses remparts.
le lieu-dit « Rossino » sur la route des Sanguinaires.
En 1855, il déménage au lieu-dit Rossino sur la route des Sanguinaires.Il est constitué de trois bâtiments avec rez-de-chaussée, surélevé de deux étages.
La façade est orientée à l'est, les deux ailes nord et sud font retour en arrière de manière à former une cour intérieure.
Cette même année, l'inscription « Hospice Civil » qui se trouvait au-dessus du fronton de l'hôpital est remplacée par celle de « Hospice Eugénie » comme témoignage de gratitude pour le don généreux que l'Impératrice Eugénie a fait à l'Hospice pour la construction de l'aile nord.
L'Hospice d'Ajaccio était classé « hospice / hôpital ».L'hôpital ne reçoit que des malades susceptibles de guérison et l'hospice ne reçoit que les infirmes et les incurables, ce sont des pensionnaires.
En 1955  un nouvel hôpital appelé Hôpital de la Miséricorde est construit sur les hauteurs du centre-ville.
En 2023 l’hôpital déménage vers des locaux plus modernes et spacieux sur le site du « Stilettu » à la périphérie d’Ajaccio.

### Déficits chroniques
Selon le ministère français de la santé, il s'agit de « l'établissement hospitalier le plus malade de France ».
En 2019, l'hôpital accuse un déficit cumulé de 140 millions d'euros
De graves carences comptables ont été rapportées par la chambre régionale des comptes en 2007. Celle-ci a émis un avis budgétaire le 18 juillet 2008 évoquant un "équilibre fictif" des comptes, des "manipulations comptables" et un "pilotage financier approximatif". 
Une aide exceptionnelle de 11 millions d'euros a été accordée en janvier 2009 par le ministère de la santé. Il devrait permettre d'apurer une partie des dettes. Un contrat de retour à l'équilibre financier est en cours de discussion. 
200 à 250 suppressions de postes, dont une majorité de non-remplacements de départs à la retraite, sont annoncées dans les cinq années à venir.

### Mort d'un syndicaliste
Le 30 mai 2008, un syndicaliste de 43 ans a fait une chute mortelle de l'une des fenêtres de l'établissement pendant une occupation de locaux. En deux jours, la direction a dû quitter l'hôpital. La ministre de la Santé Roselyne Bachelot a été contrainte de faire un déplacement en Corse pour annoncer la mise sous administration provisoire de l'hôpital. Cette mesure est prévue par l'ordonnance du 2 mai 2005, mais n'avait jamais été mise en œuvre auparavant. Après un intérim de trois mois assuré par le directeur de l'hôpital de Bastia, l'établissement est administré depuis le 3 octobre 2008 par un collège de trois directeurs.

### Déchets
15 tonnes de déchets infectieux se sont amoncelées dix jours durant devant l'établissement, à la mi-décembre 2008, la société qui en assurait d'ordinaire la collecte ayant refusé de procéder à leur enlèvement. Celle-ci n'était plus payée depuis juillet 2008.